# Bellesguard

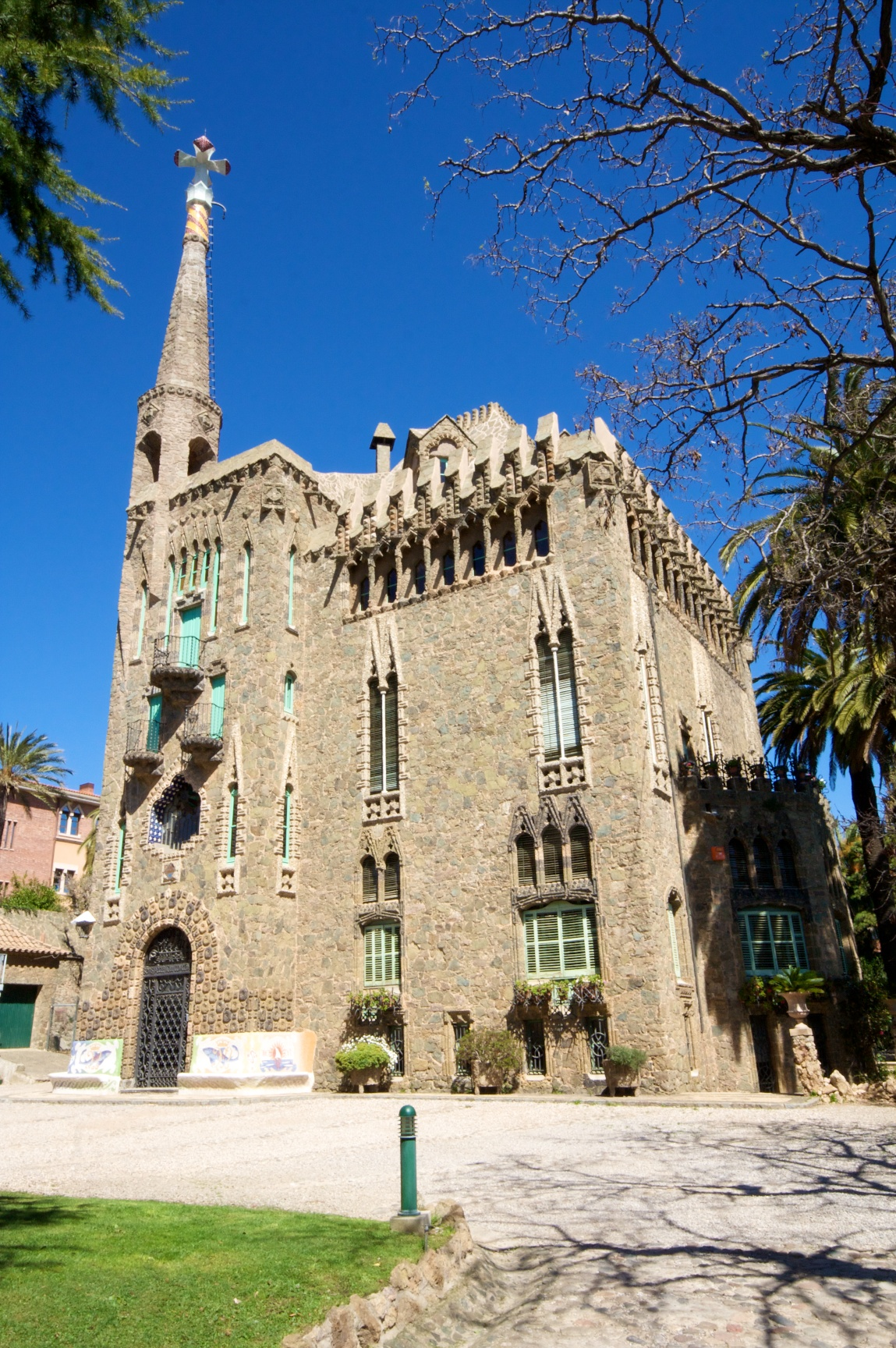
Bellesguard.

Bellesguard (em catalão:  bela vista), também conhecido como Casa Figueres, é um solar modernista localizado em Barcelona, desenhado pelo arquiteto catalão Antoni Gaudí e construído entre 1900 e 1909.
No local onde se situa existiu em tempos um castelo erigido por Martim I de Aragão, rei de Aragão e conde de Barcelona. Gaudí incorporou os poucos elementos que restavam no seu projeto e usou isso como inspiração para o seu desenho, que tem a aparência externa de um castelo ameado, com uma torre coroada por uma cruz gaudíniana de quatro braços.
Gaudí foi assistido por dois dos seus habituais colaboradores, Domènec Sugrañes i Gras, que fez os bancos de mosaico da porta de entrada, os azulejos que decoram a escadaria e a casa do porteiro; e Joan Rubió, que construiu o viaduto de desvio do caminho para a propriedade.